# Menhir de Magourou
Le menhir de Magourou est situé à Kerien dans le département français des Côtes-d'Armor.

## Description
Le menhir est en granite à gros grains. Il mesure 4,50 m de hauteur pour 1,50 m de largeur et 0,90 m d'épaisseur. Sa base est losangique.